# Нью-Солум (тауншип, Миннесота)
Нью-Солум (англ. New Solum) — тауншип в округе Маршалл, Миннесота, США. На 2000 год его население составило 313 человек.

## География
По данным Бюро переписи населения США площадь тауншипа составляет 119,9 км², из которых 119,9 км² занимает суша, водоёмов нет.

## Демография
По данным переписи населения 2000 года здесь находились 313 человек, 108 домохозяйств и 83 семьи.  Плотность населения —  2,6 чел./км².  На территории тауншипа расположено 127 построек со средней плотностью 1,1 построек на один квадратный километр. Расовый состав населения: 98,40 % белых, 0,32 % азиатов и 1,28 % приходится на две или более других рас.
Из 108 домохозяйств в 42,6 % воспитывались дети до 18 лет, в 65,7 % проживали супружеские пары, в 3,7 % проживали незамужние женщины и в 23,1 % домохозяйств проживали несемейные люди. 20,4 % домохозяйств состояли из одного человека, при том 2,8 % из — одиноких пожилых людей старше 65 лет. Средний размер домохозяйства — 2,90, а семьи — 3,39 человека.
31,6 % населения — младше 18 лет, 8,3 % — в возрасте от 18 до 24 лет, 30,0 % — от 25 до 44, 24,0 % — от 45 до 64, 6,1 % — старше 65 лет. Средний возраст — 32 года. На каждые 100 женщин приходилось 111,5 мужчин.  На каждые 100 женщин старше 18 приходилось 118,4 мужчин.
Средний годовой доход домохозяйства составлял 43 542 доллара, а средний годовой доход семьи —  49 250 долларов. Средний доход мужчин —  31 406  долларов, в то время как у женщин — 20 536. Доход на душу населения составил 18 252 доллара. За чертой бедности не находилась ни одна семья и 1,0 % всего населения тауншипа, из которых 33,3 % старше 65 лет.